# Fontaine Saint-Michel de Forcalquier
Pour les articles homonymes, voir Fontaine Saint-Michel de Paris.
La fontaine Saint-Michel est une fontaine située à Forcalquier, en France.

## Localisation
La fontaine est située sur la commune de Forcalquier, dans le département français des Alpes-de-Haute-Provence.

## Historique
L'édifice est classé au titre des monuments historiques en 1910.